# Audi A1

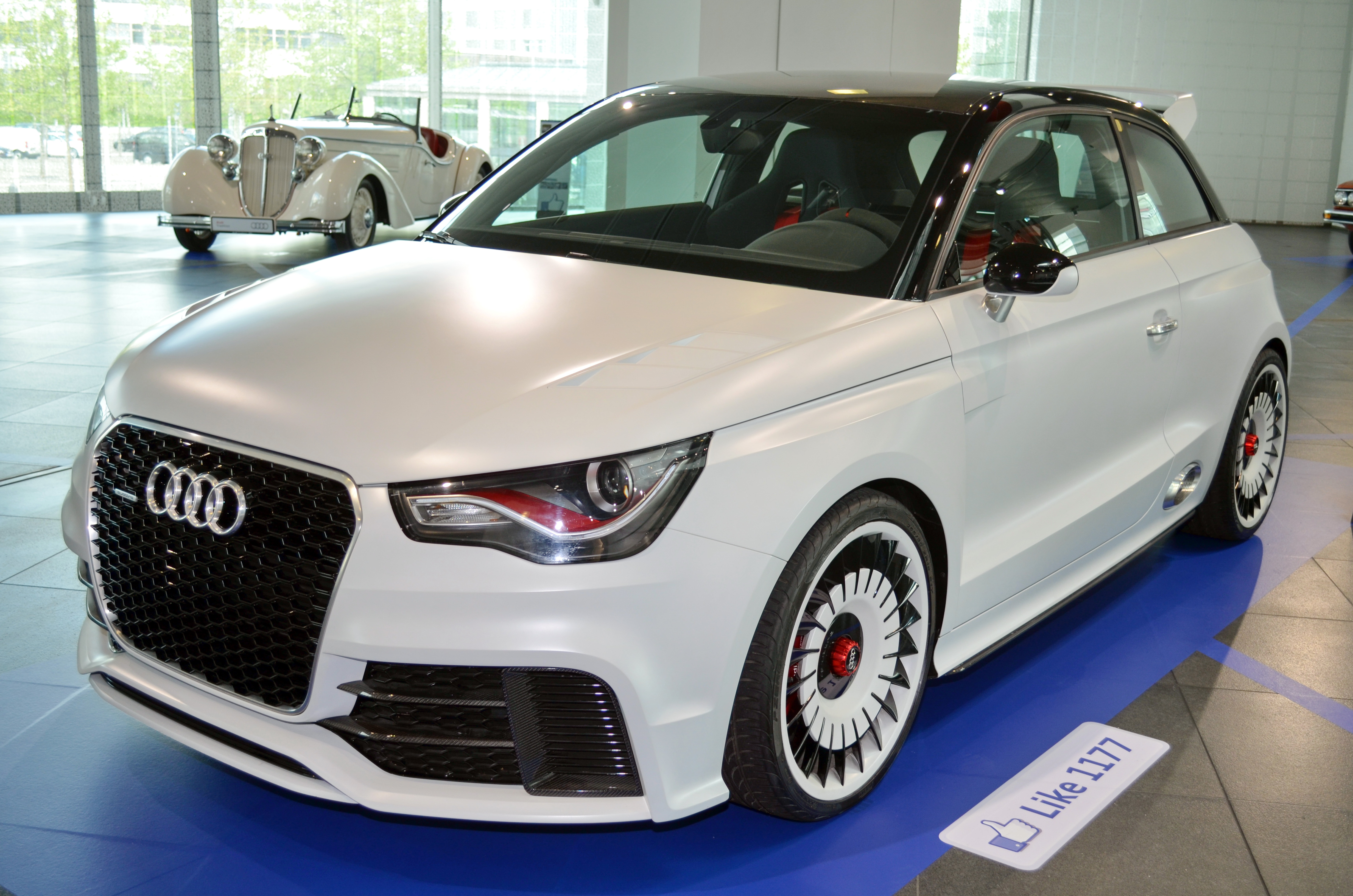
Audi A1 Clubsport Quattro

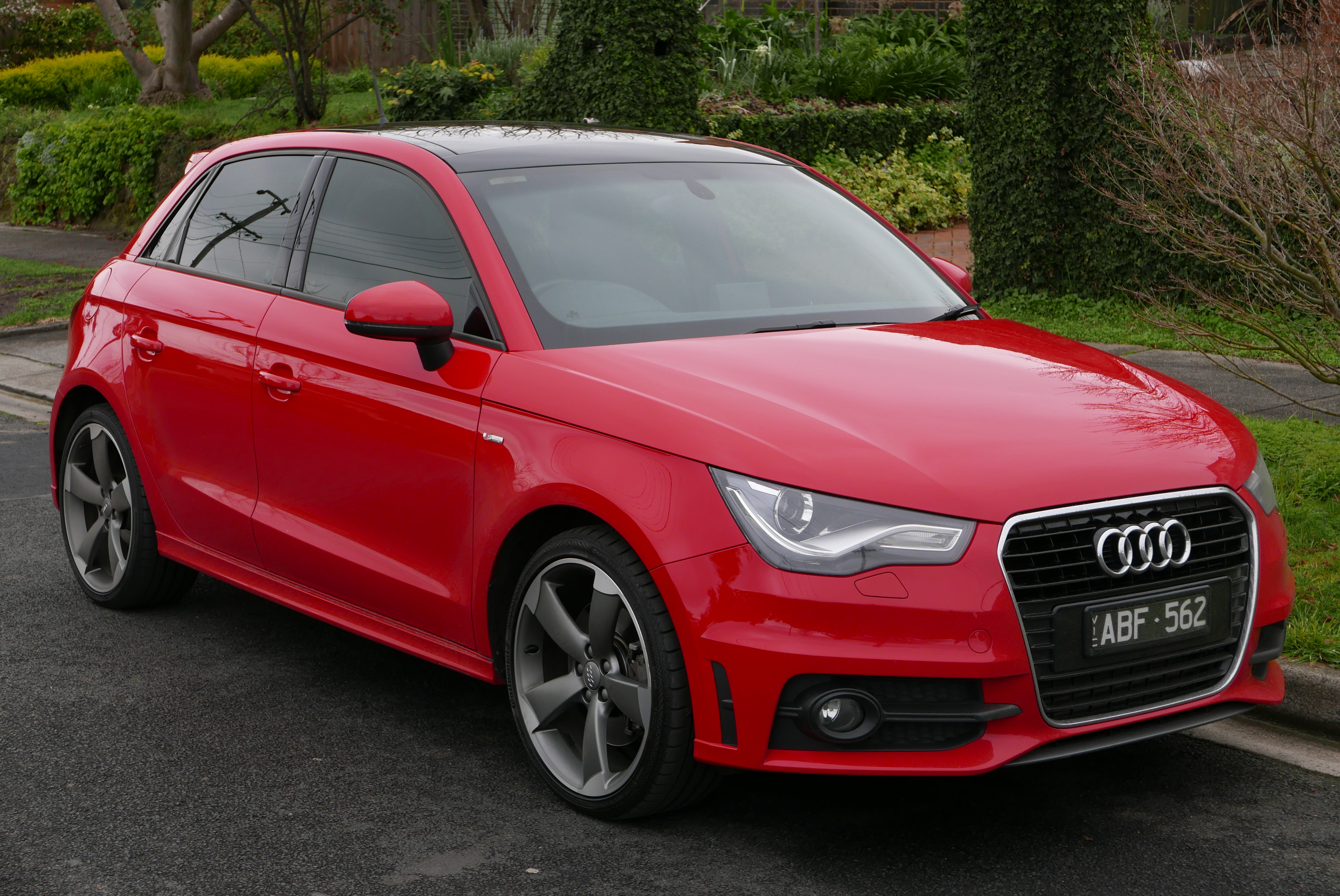
Audi A1 Audi S line

Audi A1 (код кузова — 8X) — субкомпактный автомобиль Audi, представленный 4 марта 2010 года на Женевском автосалоне.
В 2011 на базе VW Polo V вышел Audi A1. С технической точки зрения Audi А1 создан на базе трёхдверного Volkswagen Polo V, в продажу поступил в сентябре 2010 года. Изначально Audi A1 выпускался в виде трёхдверного хетчбэка. В конце 2011 года появился пятидверный хетчбэк.

## Первое поколение

### Комплектация
- Attraction: базовая модель со стальными дисками, динамической подвеской, магнитолой/CD-плеером, электроприводом регулировки внешних зеркал заднего вида, регулируемым по высоте водительским сиденьем, системой «старт-стоп», но без противотуманных фар и климатической установки.
- Ambition: в отличие от версии Attraction комплектуется 16-дюймовыми легкосплавными дисками, спортивной подвеской, противотуманными фарами, алюминиевыми декоративными элементами в салоне, спортивными сиденьями, спортивным кожаным рулем, информационной системой водителя и климатической установкой с ручным управлением (только с двигателем 185 л. с.).
- S line: на базе комплектации Ambition, но с 17-дюймовыми легкосплавными дисками, спортивной подвеской S-line, спортивными сиденьями в стиле S-line, пакетом дополнительного освещения салона в светодиодной технике и чёрной обивкой потолка[3].

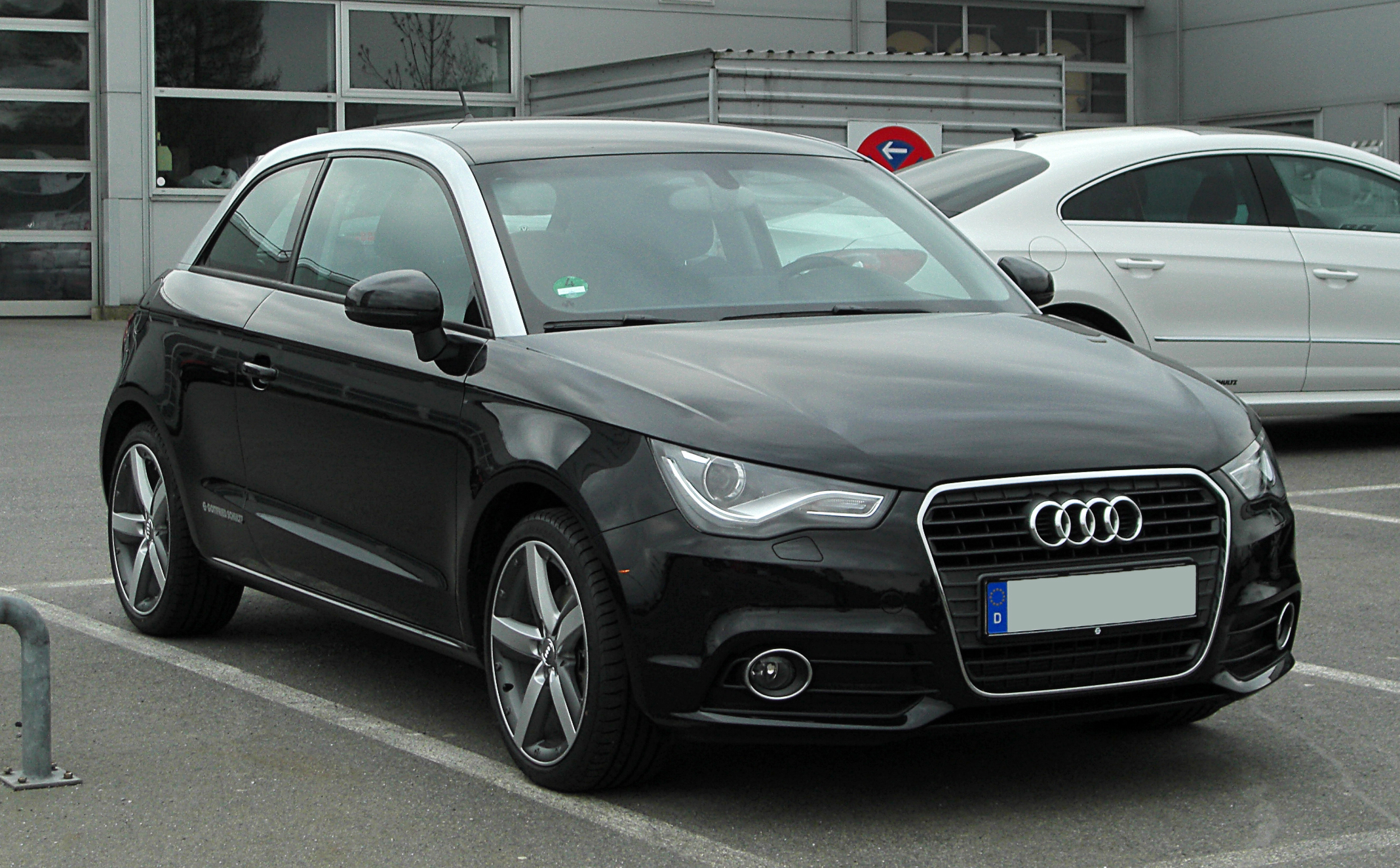
A1 Sportback (с 2010 года)
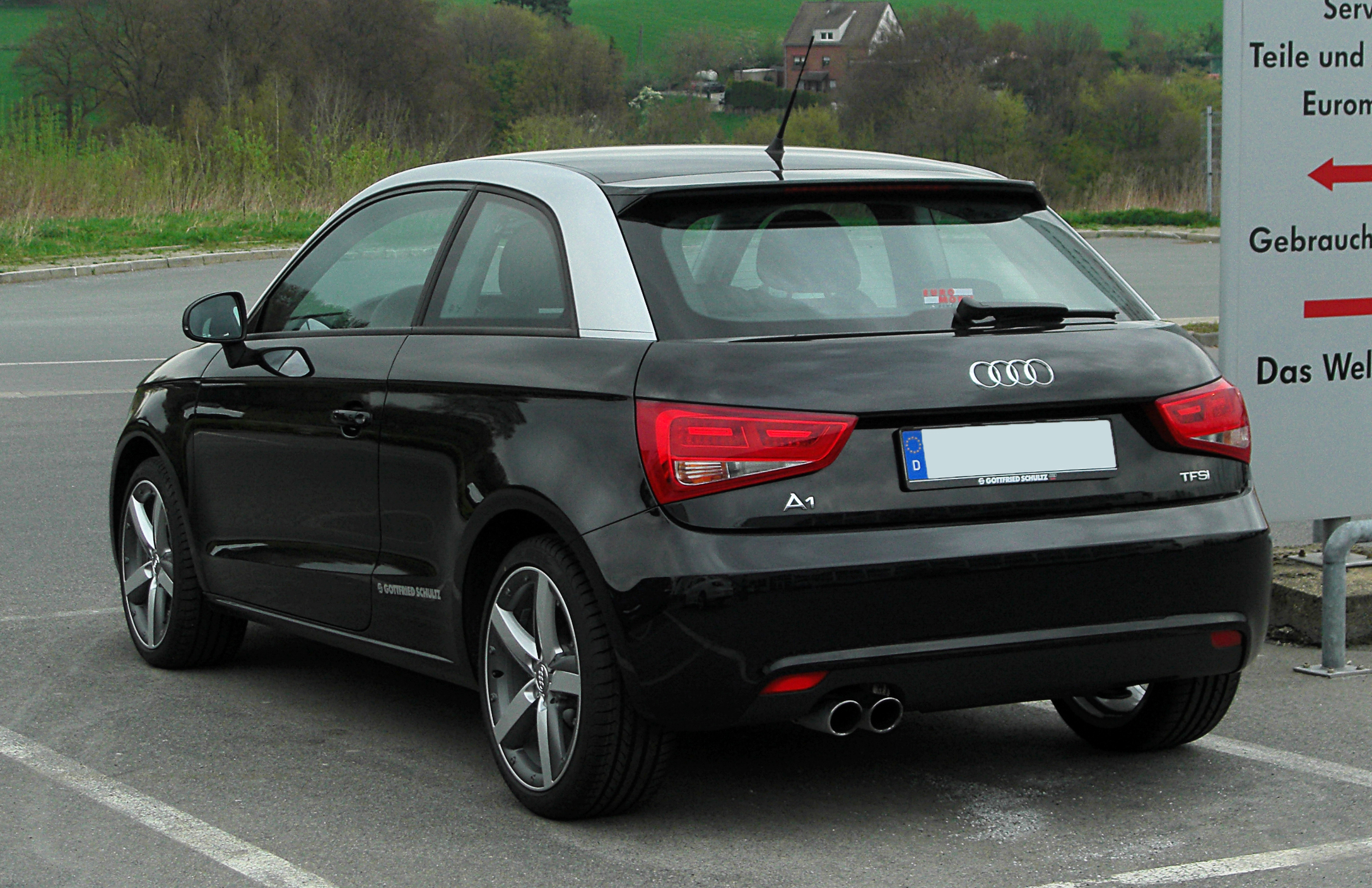
Вид сзади
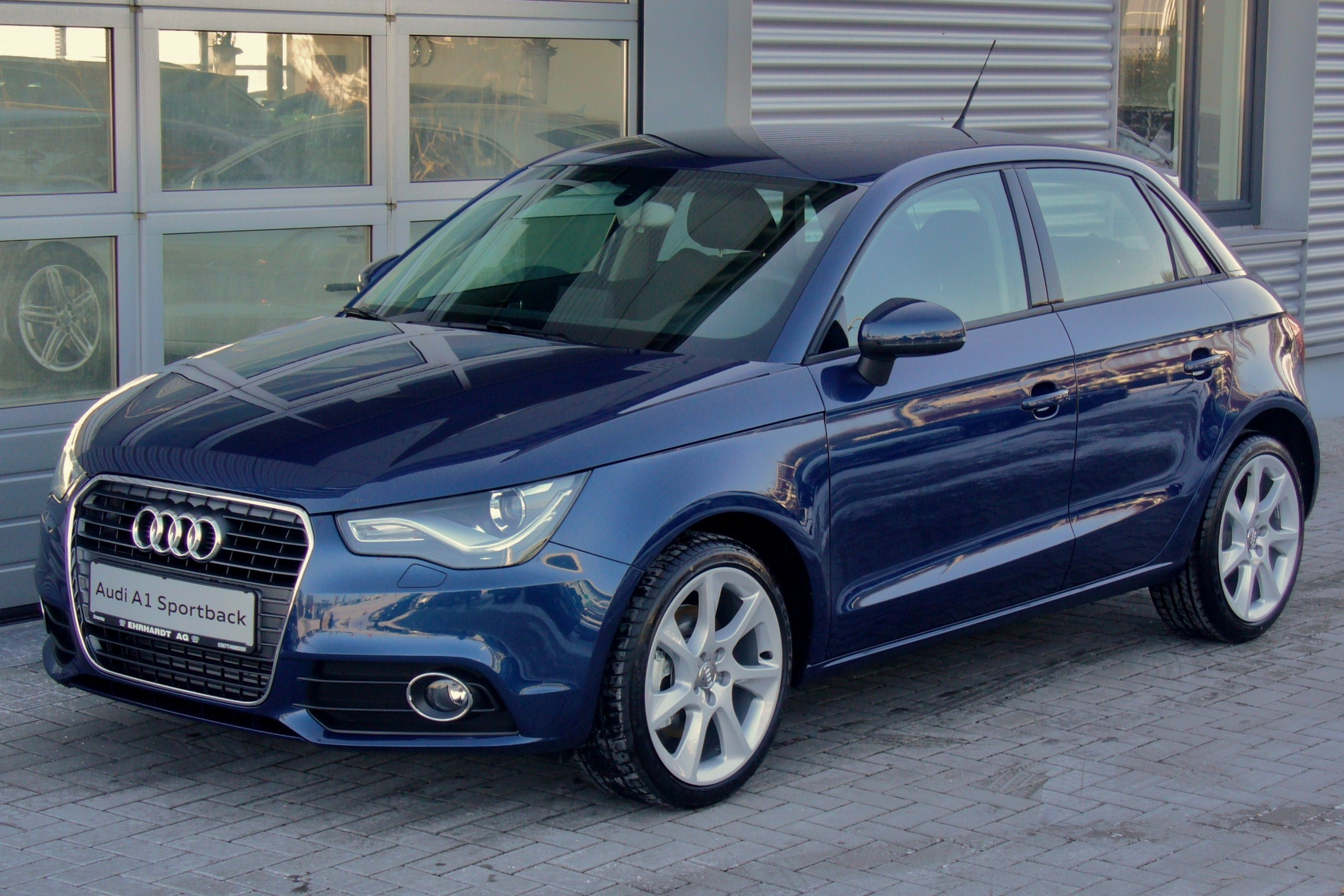
A1 Sportback (с 2011 года)
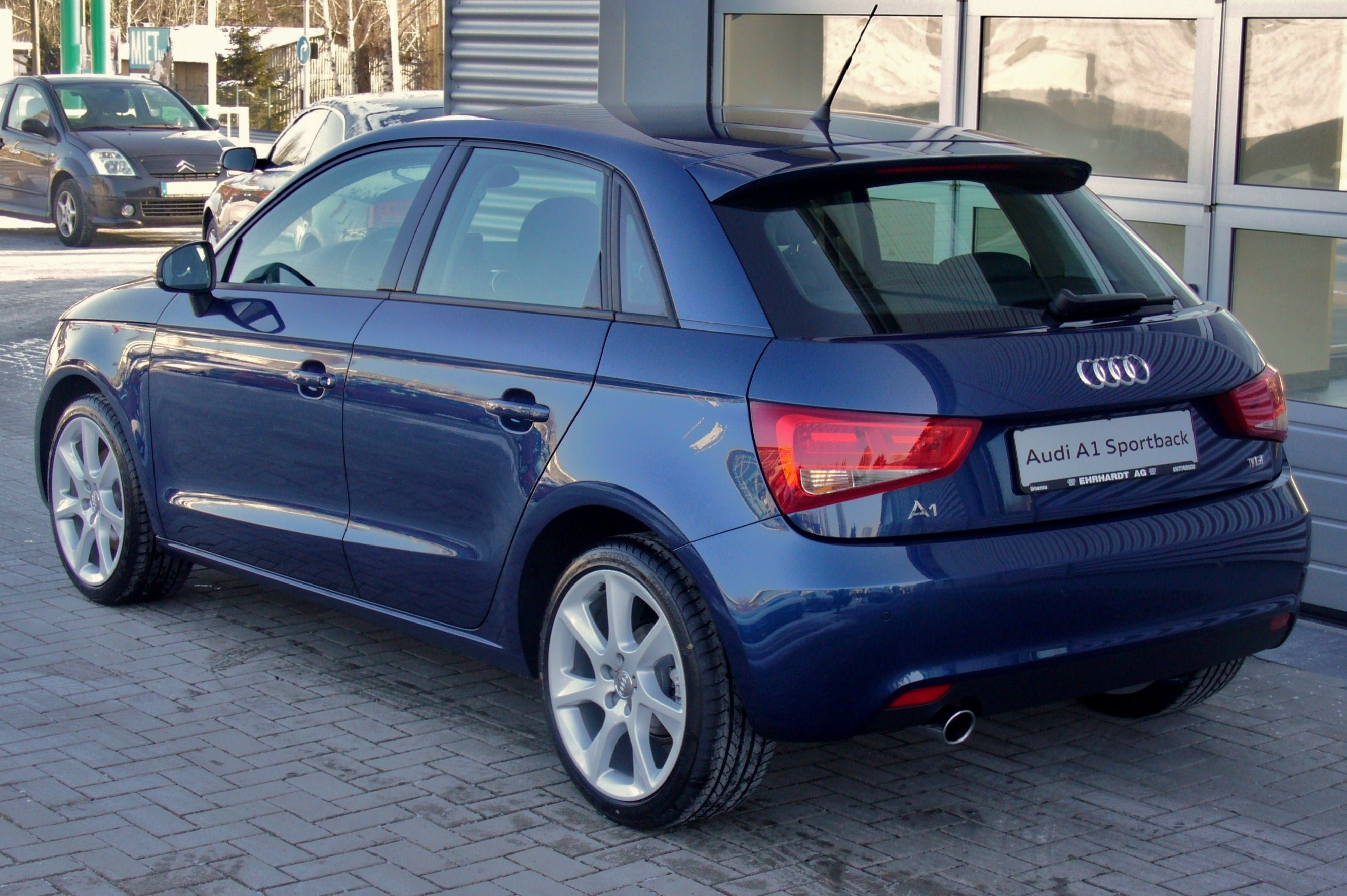
Вид сзади

### Дополнительное оборудование
Основные варианты комплектации можно дополнить разнообразным оборудованием, устанавливаемым по заказу. Сюда относятся бифункциональные ксеноновые фары со светодиодными дневными ходовыми огнями, датчики парковочного ассистента впереди и сзади, ассистент переключения дальнего света и салонное зеркало заднего вида с автоматическим затемнением. Кроме того, предлагается различное мультимедийное оборудование — например, навигационная система с интерфейсом MMI или аудиосистема Bose Surround Sound выходной мощностью 500 Вт.

### Дизайн

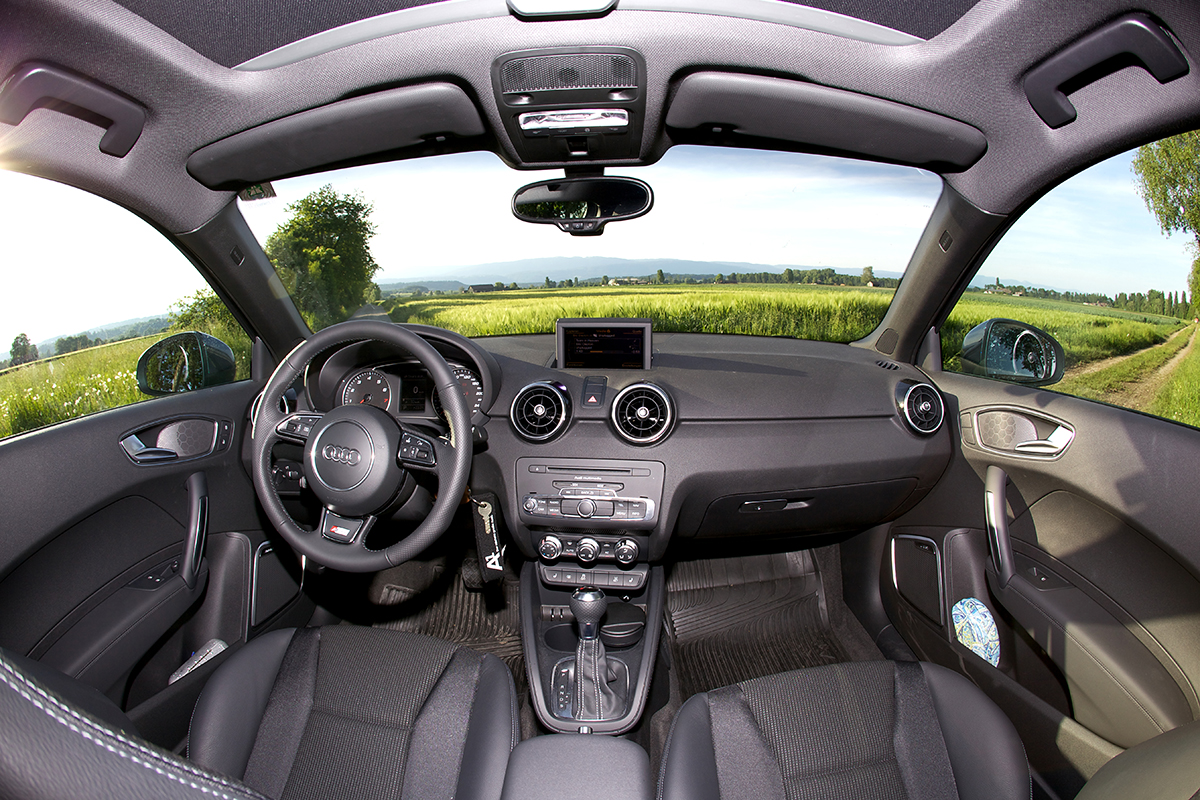
Интерьер

Дизайн-проект автомобиля был представлен 19 октября 2008 года на Парижском автосалоне и по форме напоминал Audi A4. Audi A1 короче Audi A3 примерно на 25 см. Его также украшает узнаваемая решетка радиатора Audi Single frame. Вокруг кузова проходит линия выштамповки, именуемая линией торнадо .
В сочетании с ксеноновыми фарами устанавливаются светодиодные дневные ходовые огни, знакомые по другим моделям Audi. Задние фонари, как и у Audi Q5, полностью встроены в крышку багажника. В сочетании с ксеноновыми фарами устанавливаются светодиодные задние фонари. С начала продаж в Германии ксеноновые фары и светодиодные задние фонари предлагаются только в качестве дополнительного оборудования (в составе различных комплектов световых приборов).

### Безопасность
| Euro NCAP                                                        | Euro NCAP | Euro NCAP | Euro NCAP             |
| ---------------------------------------------------------------- | --------- | --------- | --------------------- |
| · общий рейтинг                                                  |           |           |                       |
| 90%                                                              | 79%       | 49%       | 86%                   |
| взрослый пассажир                                                | ребёнок   | пешеход   | активная безопасность |
| Протестированная модель: Audi A1 1.2 TFSI 'Ambition', LHD (2010) |           |           |                       |

### Продажи
Планировалось, что с осени 2009 года на заводе в Брюсселе ежедневно будут сходить с конвейера 500 автомобилей.
Ожидалось, что в 2010 году будет продано 50 000 A1. Было выпущено соответствующее количество автомобилей. Из них своих покупателей нашли 28 000 автомобилей, причем в Германии 40 % было продано дилерам или приобретено для внутреннего пользования самой компанией Audi. За тот же период марка BMW продала 42 000 автомобилей Mini.
До сентября 2010 года в Германии было продано всего лишь 2000 экземпляров А1; установившийся с тех пор и по настоящее время объём продаж составляет чуть более 2000 в месяц. План сбыта на 2011 год составлял 120 000 автомобилей A1 (по всему миру). Начались продажи в Китае.

### Технические характеристики

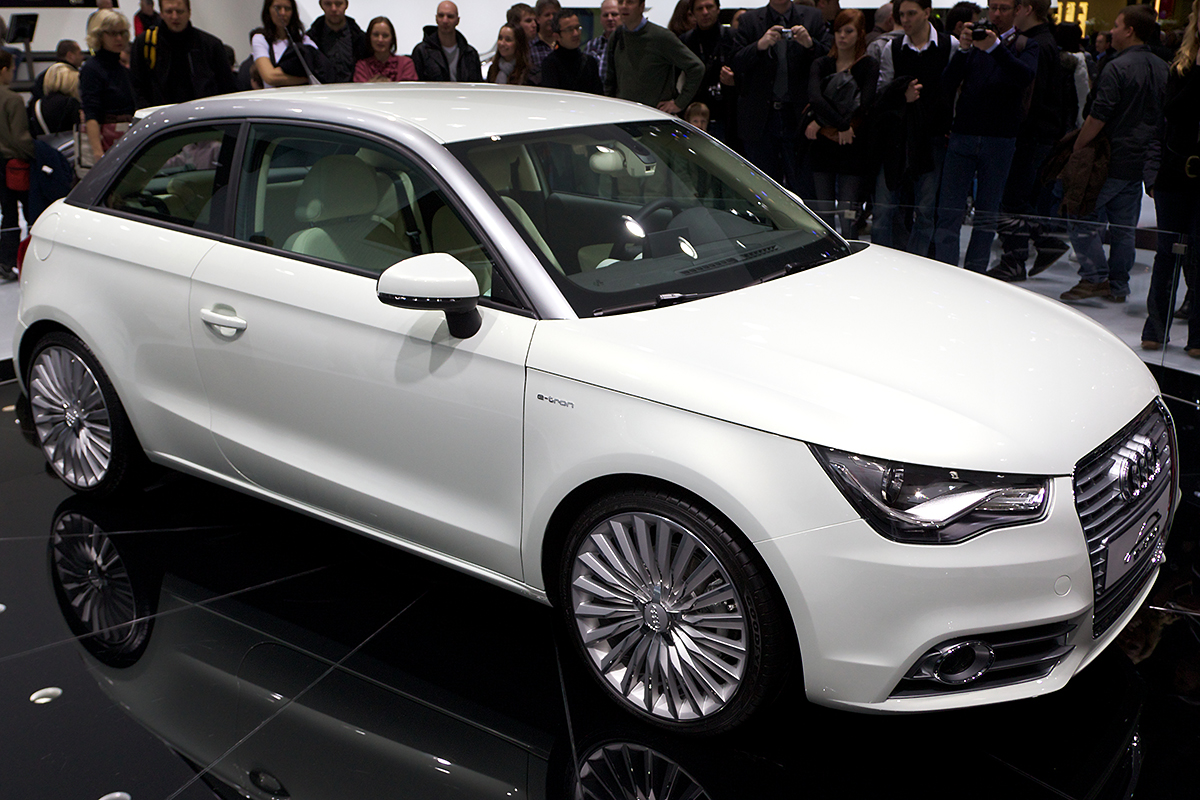
Audi A1 e-tron

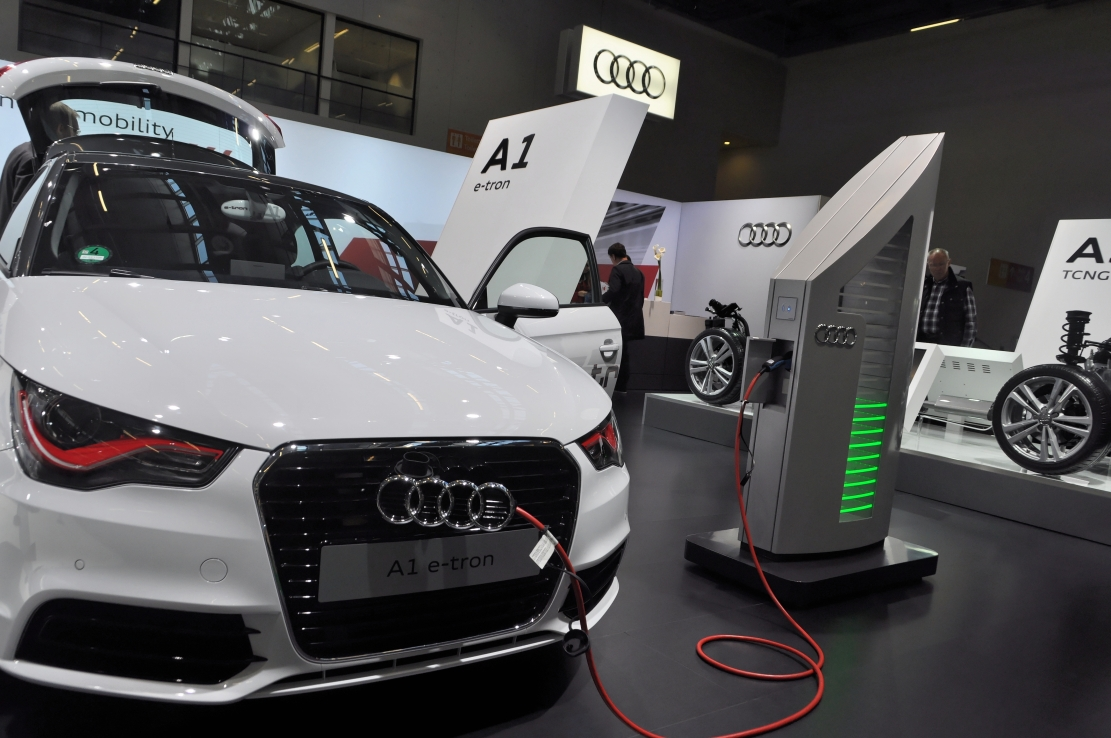
Зарядка Audi A1 e-tron

Audi A1 производится на той же платформе PQ25, что Volkswagen Polo V и Seat Ibiza IV.
Все модели серии A1 за исключением 1.4 TFSI 185 л. с. и 1.6 TDI S tronic 90 л. с. стандартно оснащаются системой Start-stop и системой рекуперации, позволяющими снизить расход топлива.
Коробка передач с двойным сцеплением агрегатируется только с бензиновыми и дизельными двигателями с наддувом. Позднее на рынке появится экономичный дизель мощностью 75 л. с. Сегодня такой двигатель, устанавливающийся в модели Volkswagen Polo, расходует 3,3 л топлива на 100 км при выбросе CO2 87 г/км.
В 2011 году начались продажи электромобиля Audi A1 e-tron с запасом хода 50 км. Его мощность составляет 102 л. с., максимальный крутящий момент равен 240 Н·м. В продолжительной поездке мощность снижается до 61 л. с. Максимальная скорость составляет 130 км/ч; разгон от 0 до 100 км/ч происходит за 10,2 секунды.
Для передачи крутящего момента используется одноступенчатая коробка передач. В случае разрядки в пути установленной перед задней осью литий-ионной аккумуляторной батареи, для её подзарядки используется роторно-поршневой двигатель мощность 20 л. с., располагающийся под багажным отсеком. Так называемая система увеличения запаса хода (Range Extender) позволяет увеличить запас хода ещё на 200 км. Разряженная аккумуляторная батарея полностью заряжается за три часа от электророзетки 400 В. Расход топлива должен составить около двух литров бензина на 100 километров.
|                                               | 1.2 TFSI                                                           | 1.4 TFSI                                                           | 1.4 TFSI                                                           | 1.4 TFSI                                                           | 2.0 TFSI quattro                                                   | 1.6 TDI DPF                                                                  | 1.6 TDI DPF                                                                  | 2.0 TDI DPF                                                                  |
| --------------------------------------------- | ------------------------------------------------------------------ | ------------------------------------------------------------------ | ------------------------------------------------------------------ | ------------------------------------------------------------------ | ------------------------------------------------------------------ | ---------------------------------------------------------------------------- | ---------------------------------------------------------------------------- | ---------------------------------------------------------------------------- |
| Период выпуска:                               | с 09/2010                                                          | с 06/2010                                                          | с 2012                                                             | с 11/2010                                                          | с 2012                                                             | с 04/2011                                                                    | с 06/2010                                                                    | с 08/2011                                                                    |
| Тип двигателя:                                | 4-цилиндровый рядный двигатель с непосредственным впрыском бензина | 4-цилиндровый рядный двигатель с непосредственным впрыском бензина | 4-цилиндровый рядный двигатель с непосредственным впрыском бензина | 4-цилиндровый рядный двигатель с непосредственным впрыском бензина | 4-цилиндровый рядный двигатель с непосредственным впрыском бензина | 4-цилиндровый дизельный рядный двигатель с непосредственным впрыском топлива | 4-цилиндровый дизельный рядный двигатель с непосредственным впрыском топлива | 4-цилиндровый дизельный рядный двигатель с непосредственным впрыском топлива |
| Наддув:                                       | Турбонагнетатель                                                   | Турбонагнетатель                                                   | Турбонагнетатель                                                   | Компрессор и турбонагнетатель                                      | Турбонагнетатель                                                   | Турбонагнетатель                                                             | Турбонагнетатель                                                             | Турбонагнетатель                                                             |
| Рабочийобъем:                                 | 1197 см³                                                           | 1390 см³                                                           | 1390 см³                                                           | 1390 см³                                                           | 1984 см³                                                           | 1598 см³                                                                     | 1598 см³                                                                     | 1968 см³                                                                     |
| Клапан:                                       | 8                                                                  | 16                                                                 | 16                                                                 | 16                                                                 | 16                                                                 | 16                                                                           | 16                                                                           | 16                                                                           |
| Макс. мощность при об/мин:                    | 86 л. с./4800                                                      | 122 л. с./5000                                                     | 140 л. с.                                                          | 185 л. с./6200                                                     | 256 л. с./6000                                                     | 90 л. с./4200                                                                | 105 л. с./4400                                                               | 143 л. с./4200                                                               |
| Макс. крутящий момент при об/мин::            | 160 Н·м/1500–3500                                                  | 200 Н·м/1500–4000                                                  |                                                                    | 250 Н·м/2000–4500                                                  | 350 Н·м/2500–4500                                                  | 230 Н·м/1500–2500                                                            | 250 Н·м/1500–2500                                                            | 320 Н·м/1750–2500                                                            |
| Тип привода, стандартно:                      | Передний привод                                                    | Передний привод                                                    | Передний привод                                                    | Передний привод                                                    | Полный привод                                                      | Передний привод                                                              | Передний привод                                                              | Передний привод                                                              |
| Коробка передач, стандартно:                  | 5-ступенчатая, механическая                                        | 6-ступенчатая, механическая                                        | 6-ступенчатая, механическая                                        | 7-ступенчатая S tronic                                             | 6-ступенчатая, механическая                                        | 5-ступенчатая, механическая                                                  | 5-ступенчатая, механическая                                                  | 6-ступенчатая, механическая                                                  |
| Коробка передач, опция:                       | —                                                                  | 7-ступенчатая S tronic                                             | 7-ступенчатая S tronic                                             | —                                                                  | —                                                                  | 7-ступенчатая S tronic                                                       | —                                                                            | —                                                                            |
| Снаряженная масса автомобиля:                 | 1115–1140 кг                                                       | 1175–1225 кг                                                       |                                                                    | 1265–1290 кг                                                       | 1390 кг                                                            | 1210–1260 кг                                                                 | 1215–1240 кг                                                                 | 1265 кг                                                                      |
| Максимальная грузоподъемность:                | 375–415 кг                                                         | 375–415 кг                                                         |                                                                    | 375–395 кг                                                         |                                                                    | 375–415 кг                                                                   | 375–415 кг                                                                   | 375 кг                                                                       |
| Разгон 0-100 км/ч:                            | 11,7–11,9 с                                                        | 8,9–9,0 с                                                          | 8,1 с                                                              | 6,9–7,0 с                                                          | 5,7 с                                                              | 11,4–11,6 с                                                                  | 10,5–10,7 с                                                                  | 8,2 с                                                                        |
| Максимальная скорость:                        | 180 км/ч                                                           | 203 км/ч                                                           | 212 км/ч                                                           | 227 км/ч                                                           | 245 км/ч                                                           | 182 км/ч                                                                     | 190 км/ч                                                                     | 217 км/ч                                                                     |
| Расход топлива на 100 км (в смешанном цикле): | 5,1 л неэтилированного бензина                                     | 5,2–5,4 л неэтилированного бензина                                 | 4,7 л неэтилированного бензина                                     | 5,9 л топлива Super Plus                                           | 8,6 л топлива Super Plus                                           | 3,8–4,2 л дизельного топлива                                                 | 3,8 л дизельного топлива                                                     | 4,1 л дизельного топлива                                                     |
| Выброс CO2 в смешанном цикле:                 | 118 г/км                                                           | 119–126 г/км                                                       | 109 г/км                                                           | 139 г/км                                                           | 199 г/км                                                           | 99–110 г/км                                                                  | 99 г/км                                                                      | 108 г/км                                                                     |
| Норма токсичности по классификации ЕС:        | Евро 5                                                             | Евро 5                                                             | Евро 5                                                             | Евро 5                                                             | Евро 5                                                             | Евро 5                                                                       | Евро 5                                                                       | Евро 5                                                                       |

### Audi A1 Facelift 2015
Рестайлинг Audi A1 2015 года.

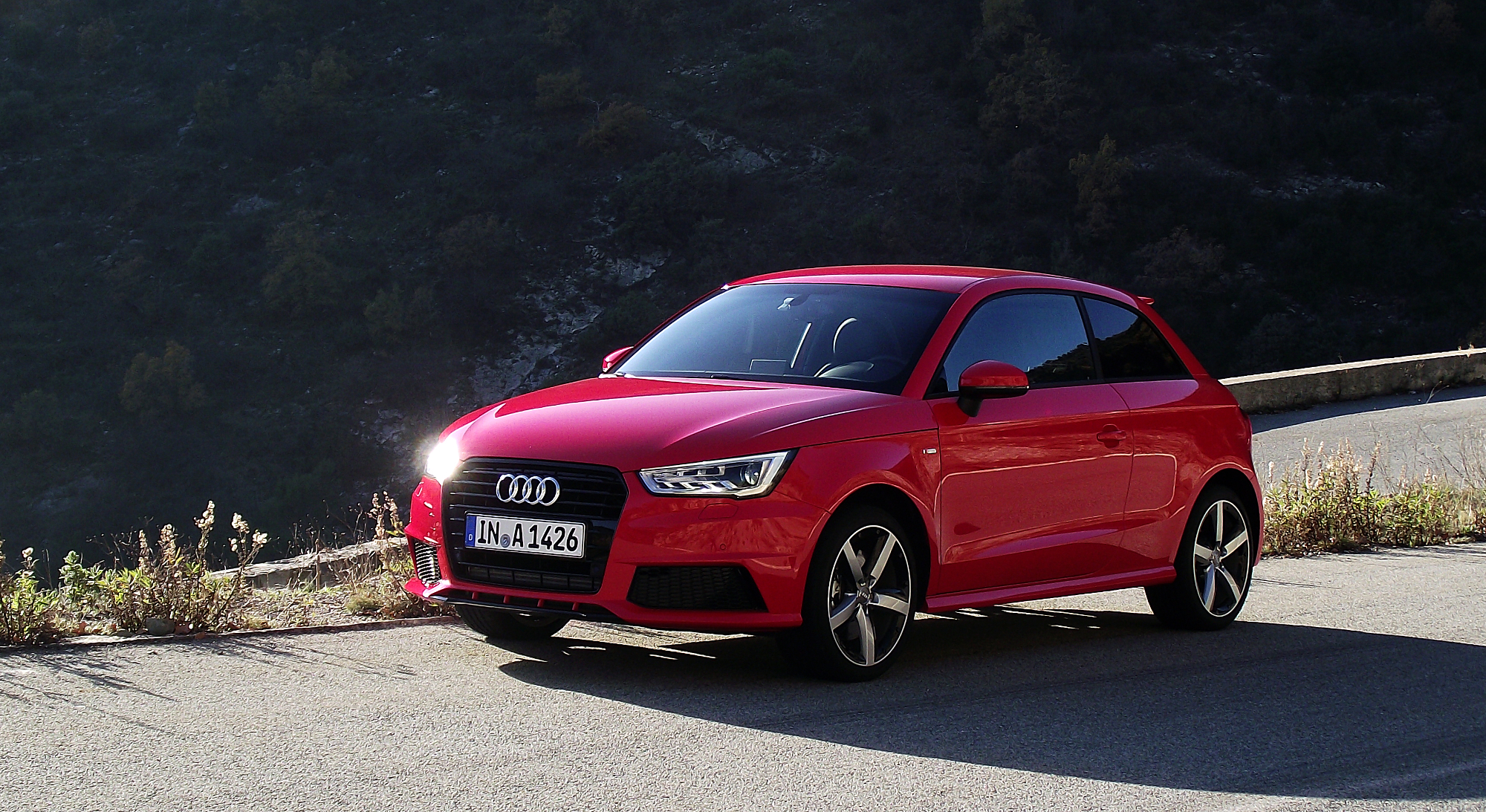
Audi S1 2015
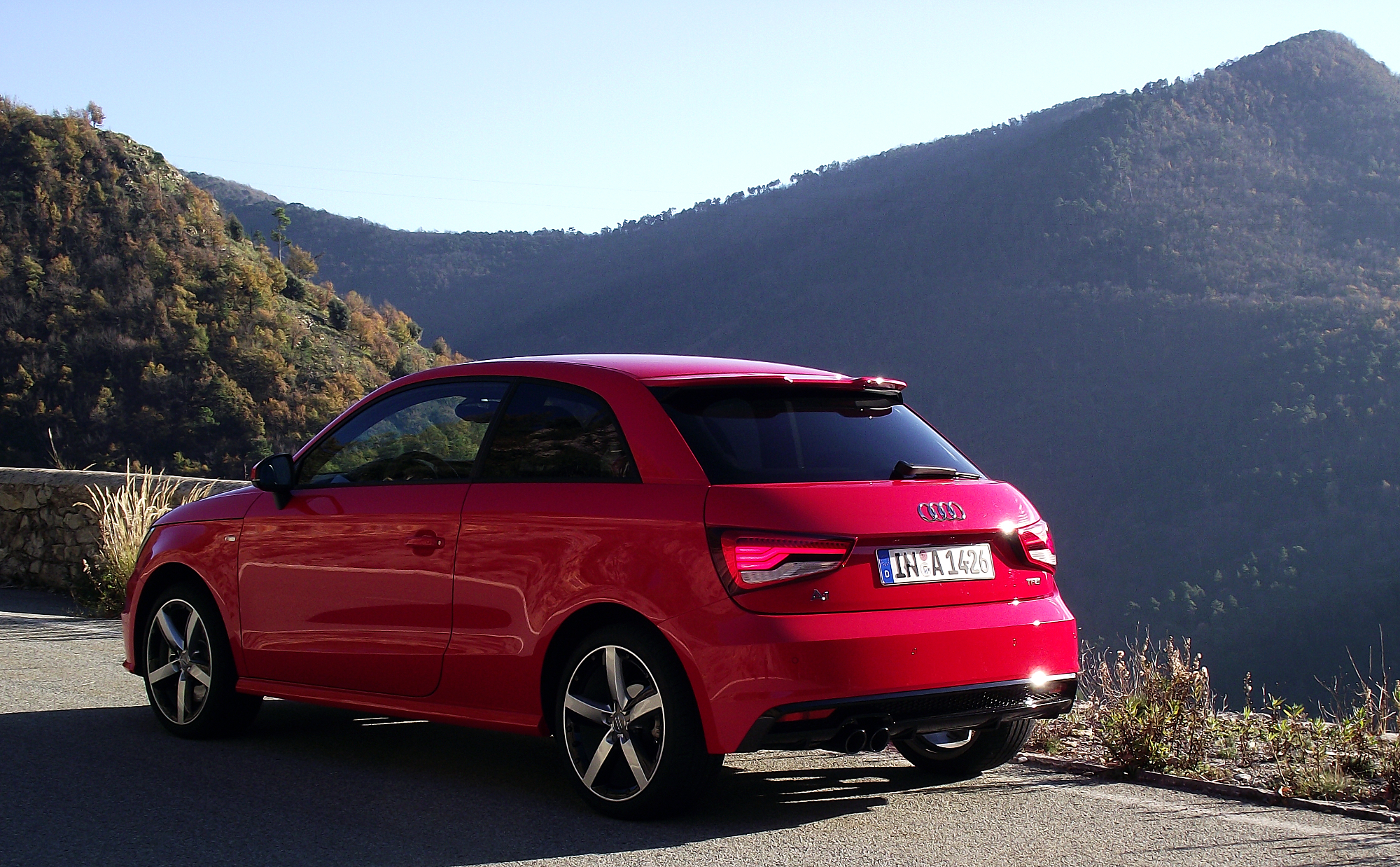
Вид сзади
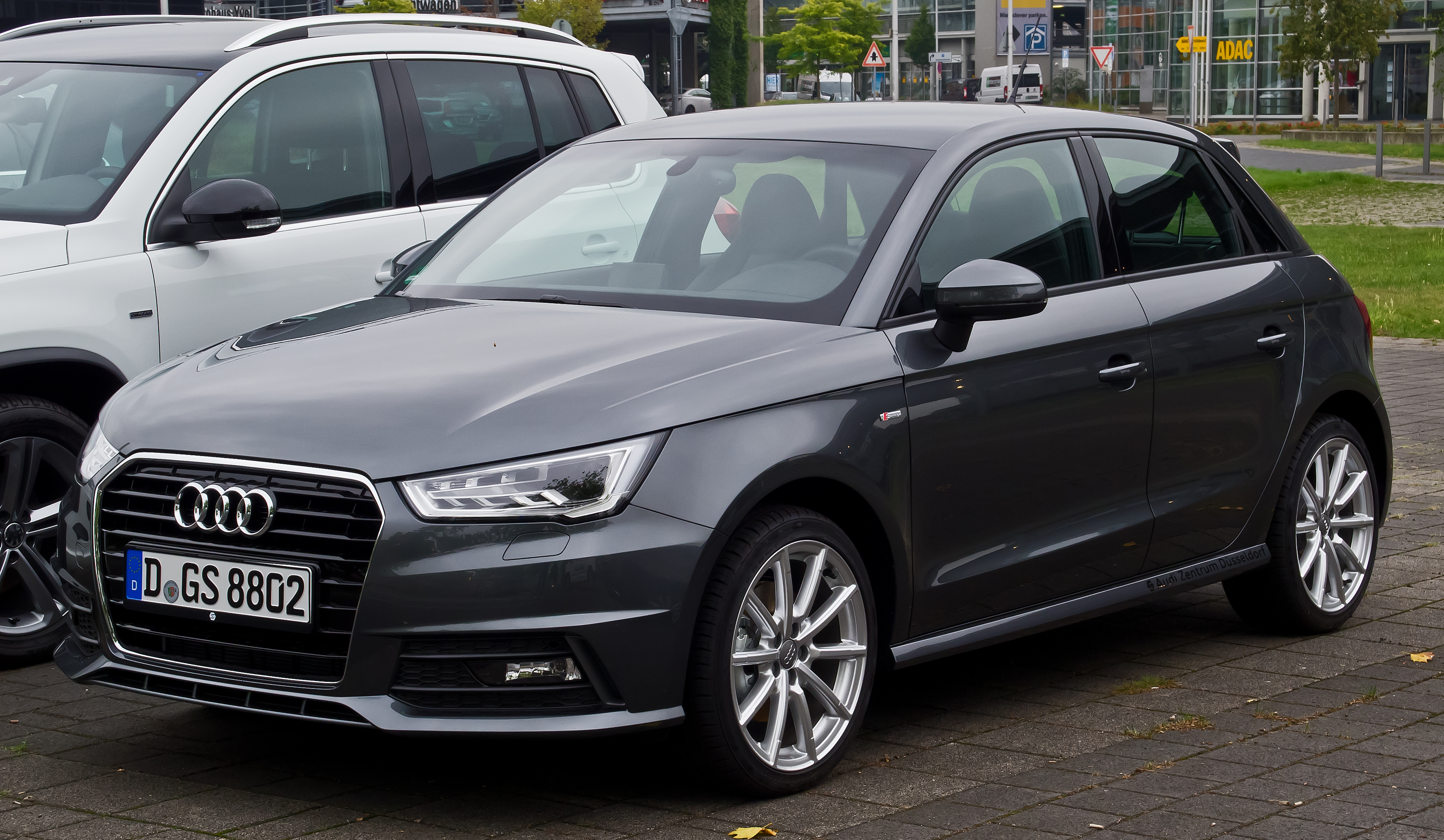
Audi S1 Sportback 2015
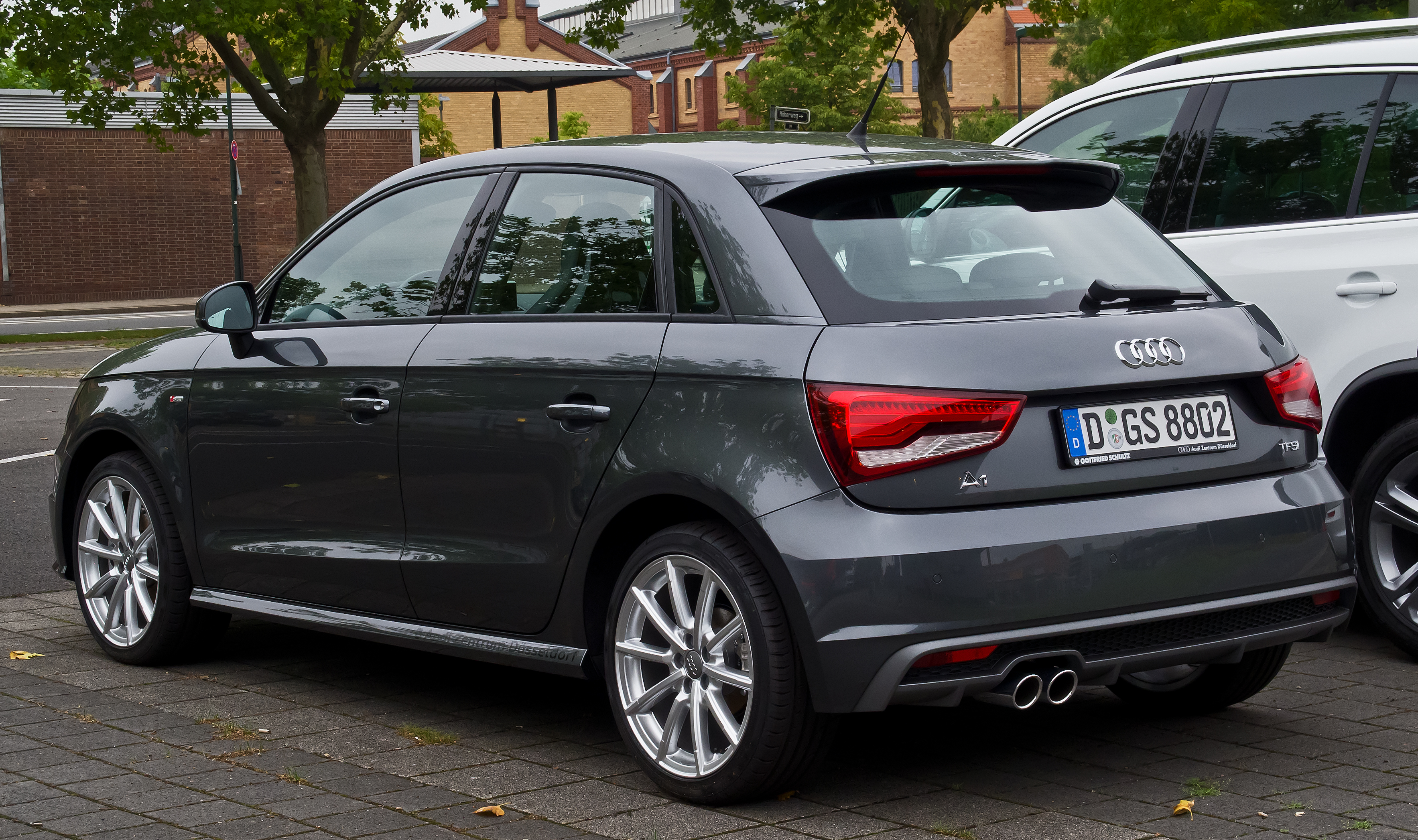
Вид сзади

### Audi S1
В 2014 году на рынок вышла спортивная модификация S1. Она оснащается мотором 2.0 TFSI мощностью 220—230 л. с., полноприводной трансмиссией, шасси со спортивными настройками.

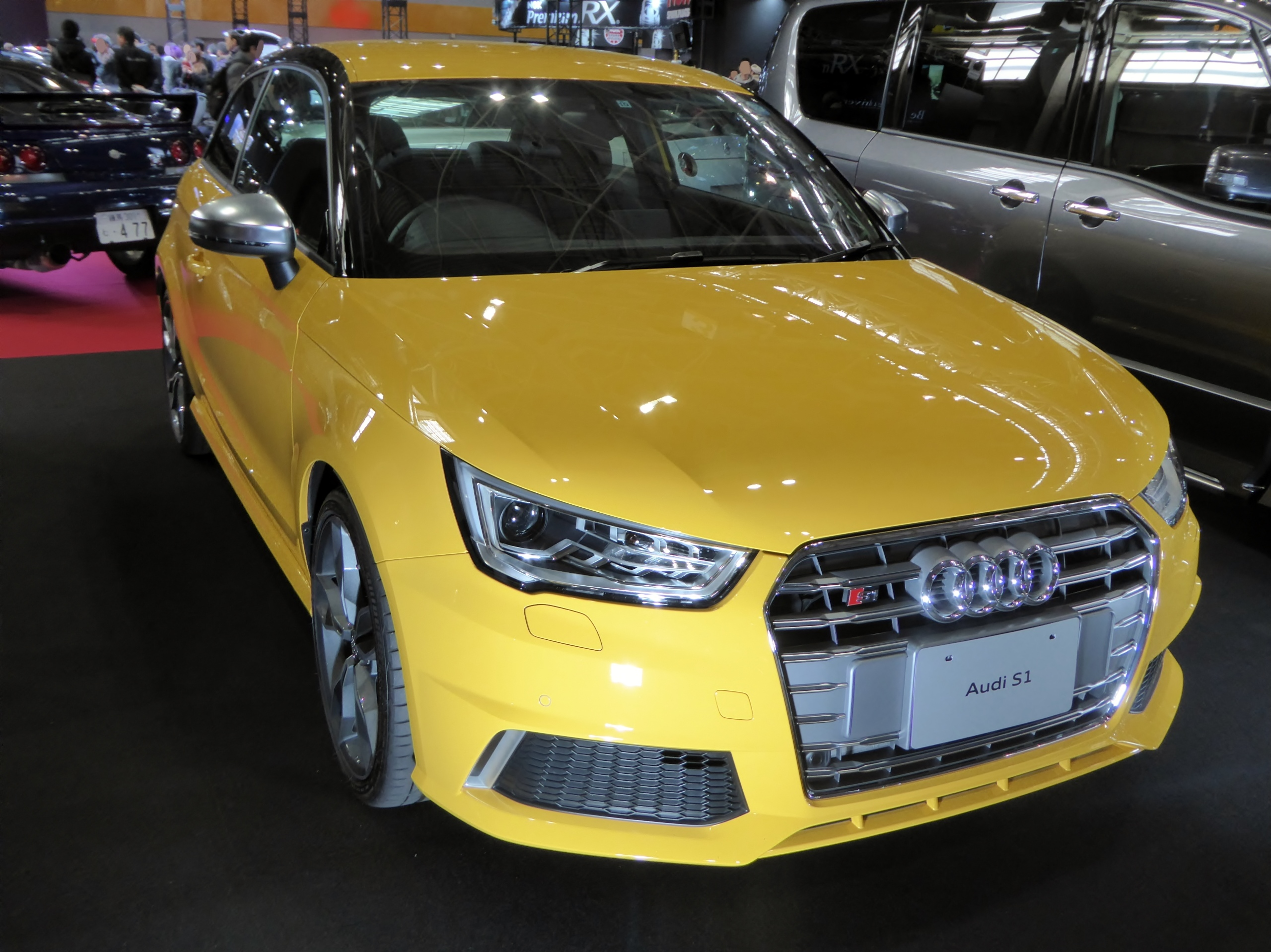
Audi S1
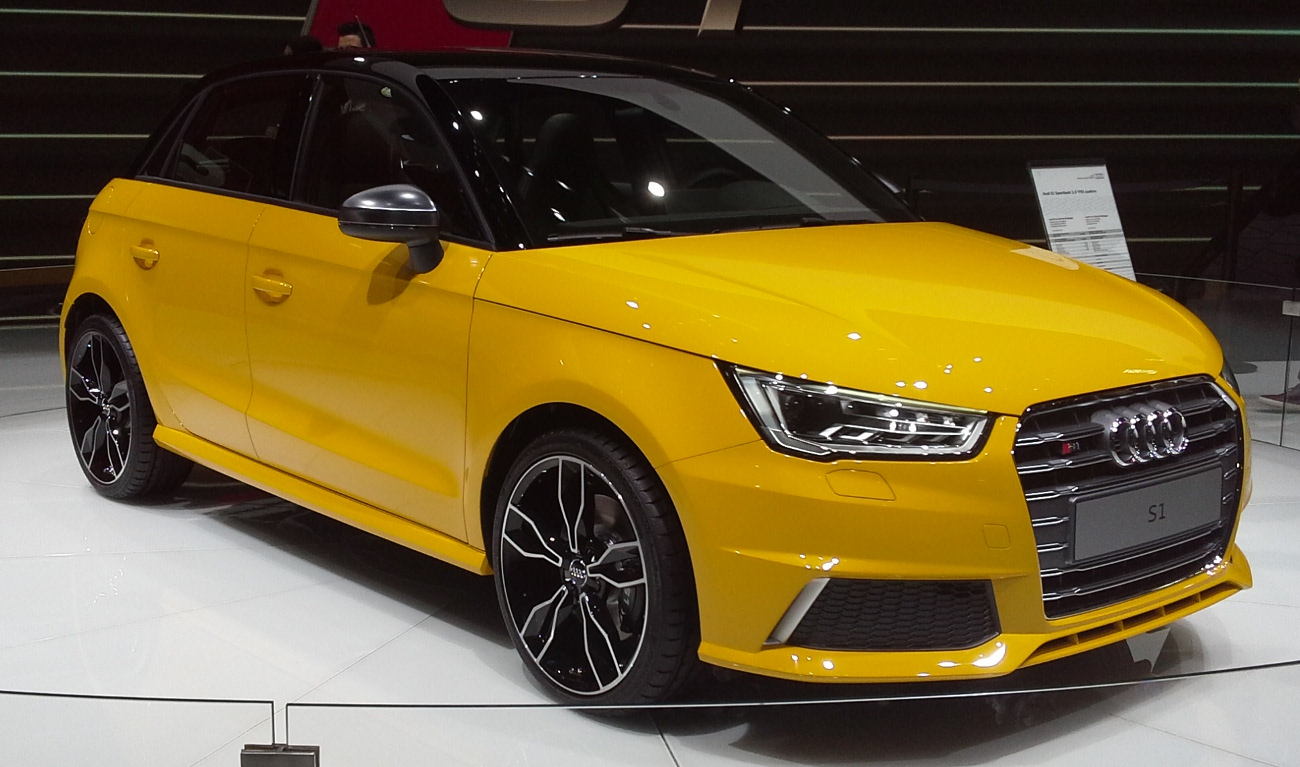
Audi S1 Sportback
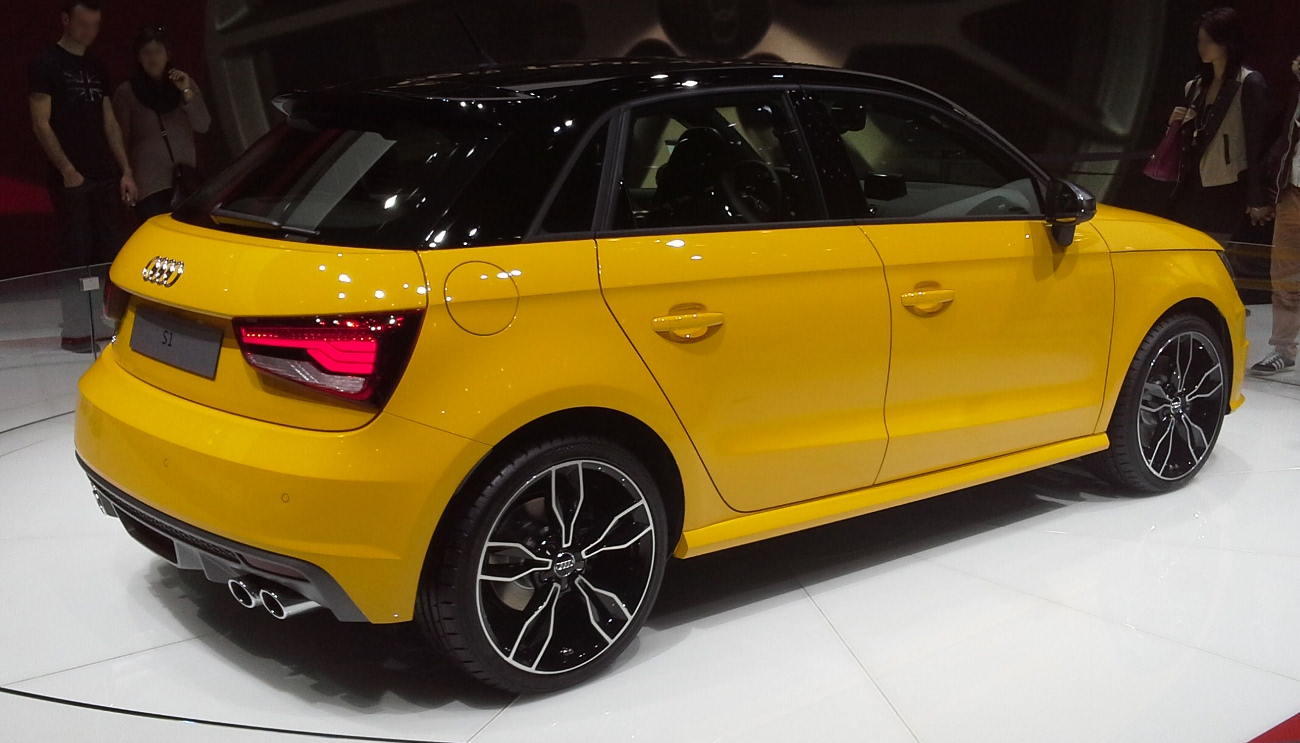
Audi S1 Sportback
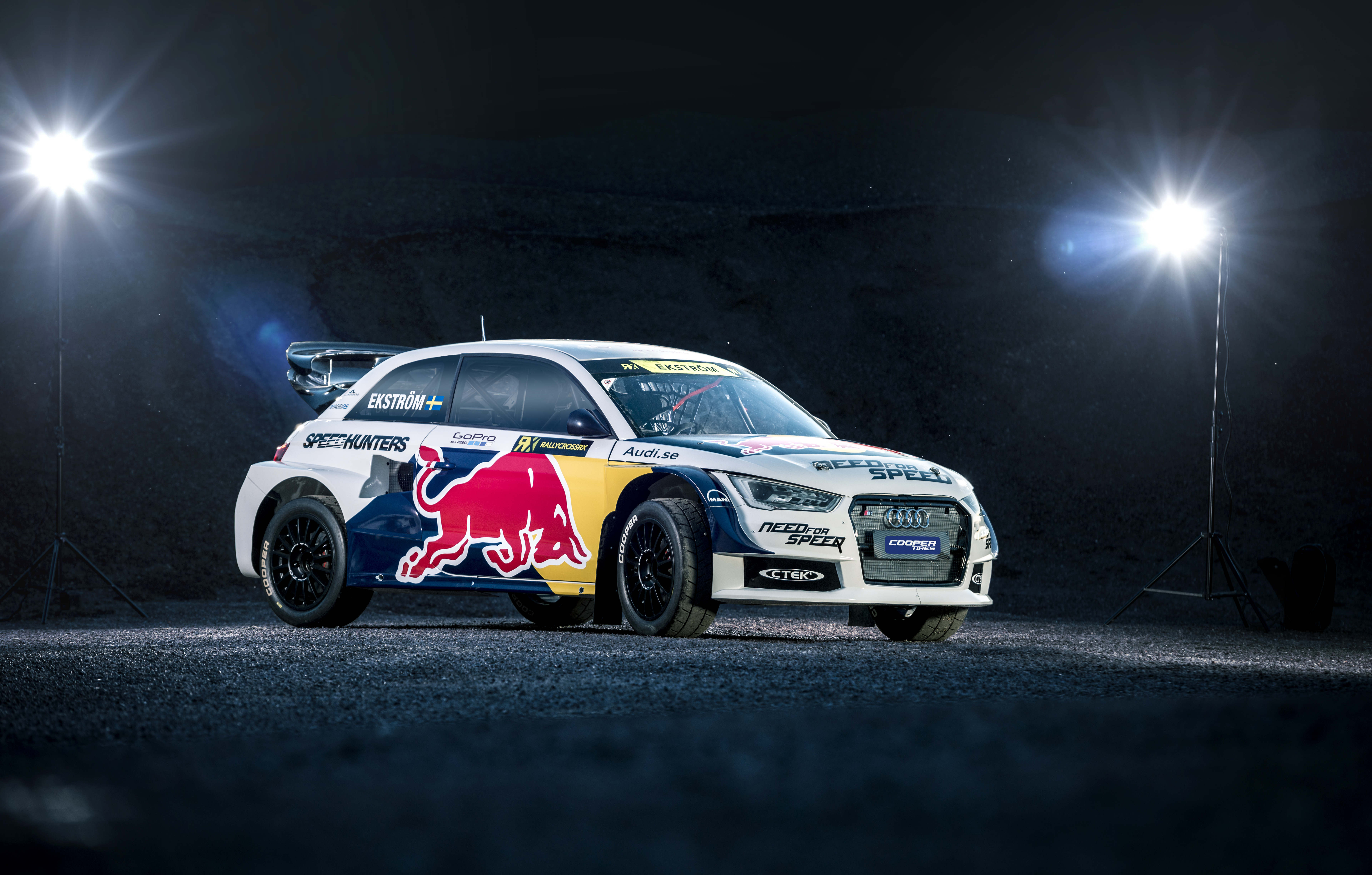
Гоночный Audi S1 EKS RX

## Второе поколение
Новое поколение Audi A1 было представлено на Парижском автосалоне в 2018 году.

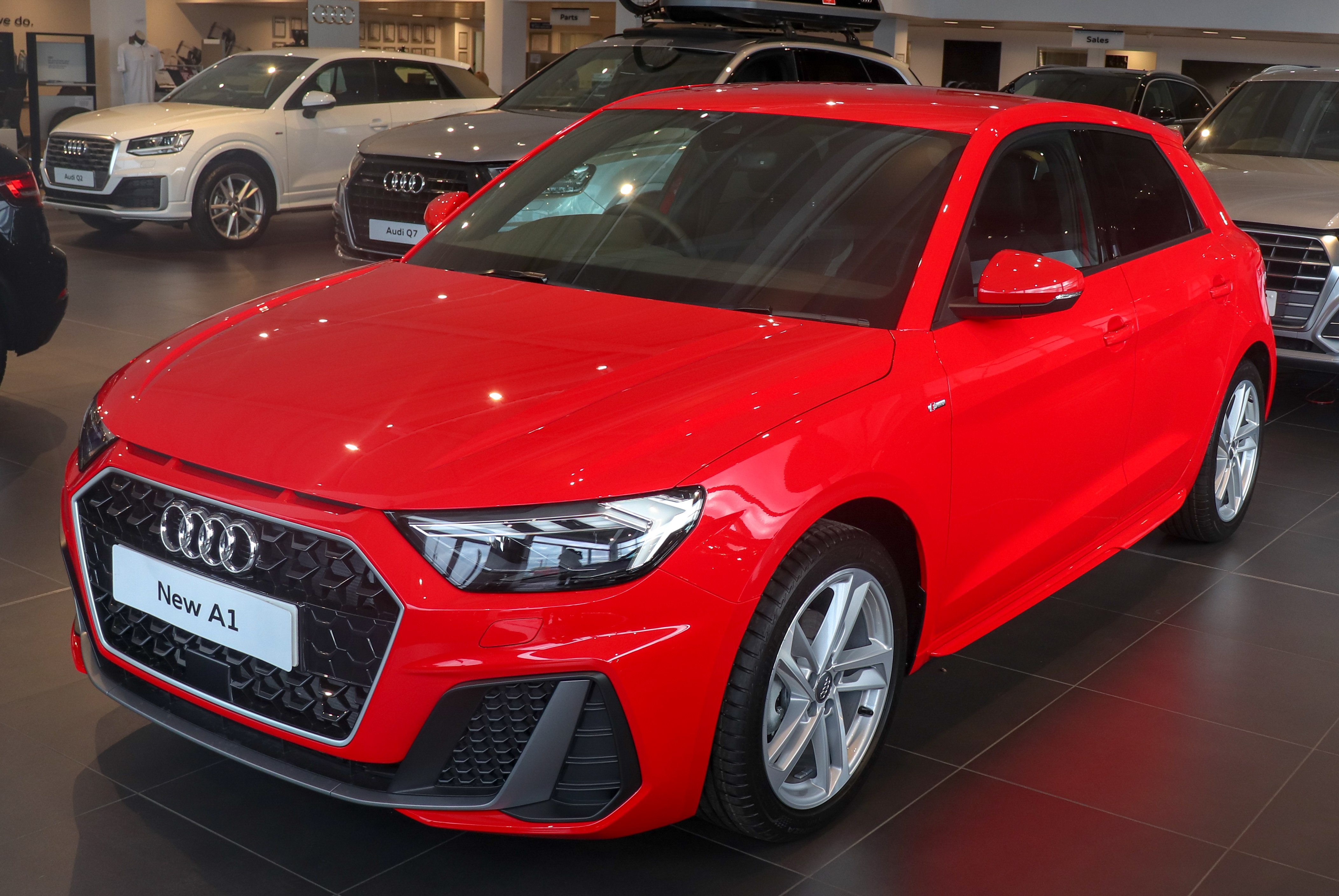
Audi A1 2019
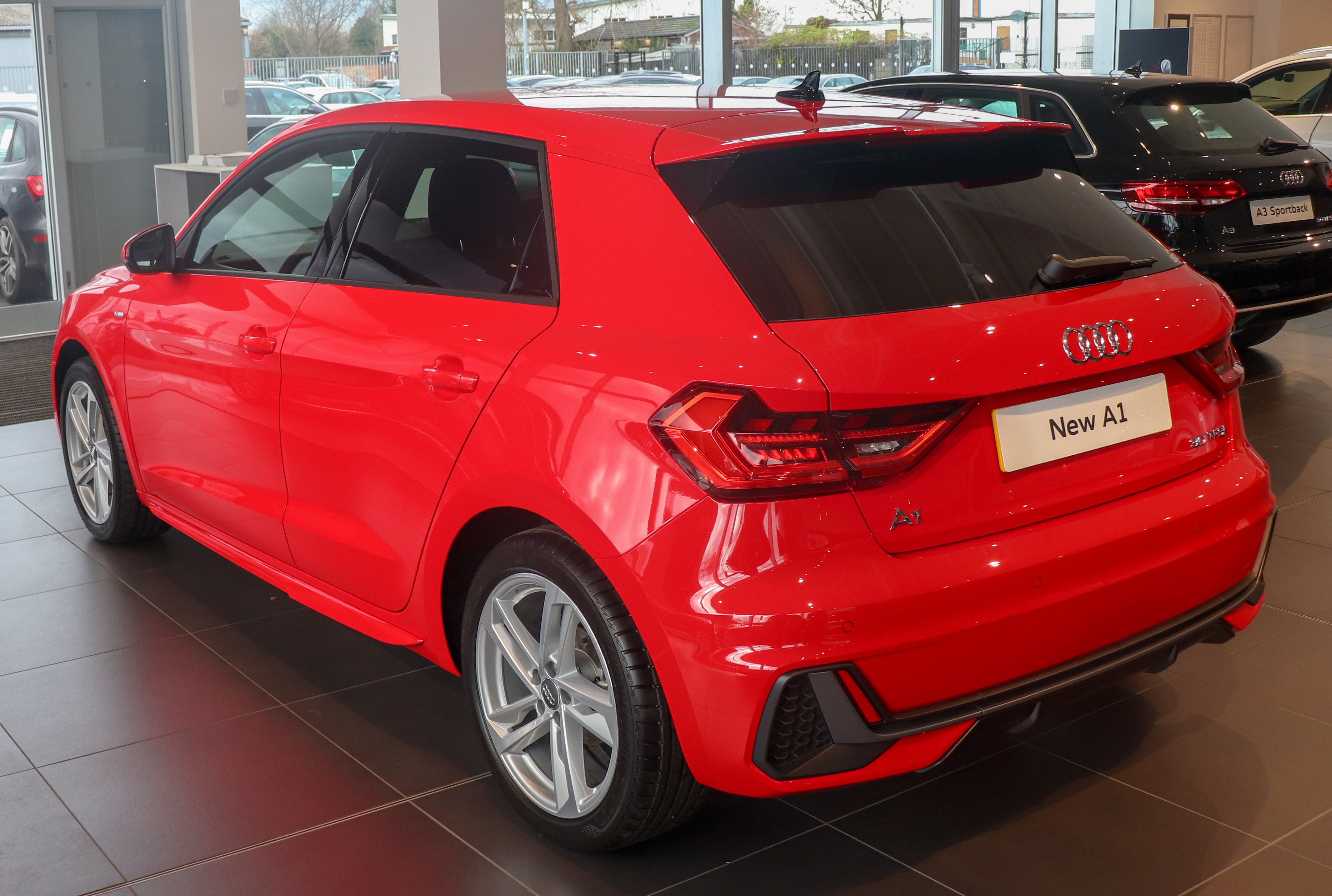
Audi A1 2019 (вид сзади)

### Безопасность
Автомобиль прошёл тест Euro NCAP в 2019 году:
| Euro NCAP                                         | Euro NCAP | Euro NCAP | Euro NCAP             |
| ------------------------------------------------- | --------- | --------- | --------------------- |
| · общий рейтинг                                   |           |           |                       |
| 95%                                               | 85%       | 73%       | 80%                   |
| взрослый пассажир                                 | ребёнок   | пешеход   | активная безопасность |
| Протестированная модель: Audi A1 Sportback (2019) |           |           |                       |